# Tranquillo Barnetta
Tranquillo Barnetta (Sankt Gallen, 22 mei 1985) is een voormalig Zwitsers voetballer die bij voorkeur als middenvelder speelde. Hij kwam tussen 2002 tot en met 2019 uit voor FC St. Gallen, Bayer Leverkusen, Hannover 96, FC Schalke 04, Eintracht Frankfurt en Philadelphia Union. In 2004 debuteerde hij in het Zwitsers voetbalelftal. Barnetta heeft tevens de Italiaanse nationaliteit.

## Clubcarrière
Barnetta stroomde in 2002 door vanuit de jeugd van FC Sankt Gallen. Dat verruilde hij in voor Bayer 04 Leverkusen, waar hij in november 2009 zijn contract verlengde tot aan de zomer van 2012. Na afloop van zijn contractperiode vertrok Barnetta transfervrij naar Schalke 04, waar hij een contract voor drie jaar ondertekende. Op 2 september 2013 werd bekendgemaakt dat Schalke 04 Barnetta voor één jaar verhuurde aan Eintracht Frankfurt. In Frankfurt speelde Barnetta in het seizoen 2013/14 22 competitieduels, waarin hij eenmaal trefzeker was. In het seizoen 2014/15 speelde hij evenveel competitieduels en maakte hij drie doelpunten, nu weer in dienst van Schalke. In juni 2015 liep Barnetta's contract bij Schalke af. Hij tekende een maand later een contract bij Philadelphia Union, op dat moment actief in de Major League Soccer.

## Interlandcarrière
Barnetta maakte op 8 september 2004 zijn debuut in het Zwitsers voetbalelftal in de WK-kwalificatiewedstrijd tegen Ierland. Hij maakte deel uit van de Zwitserse selectie op het Europees kampioenschap voetbal 2004 (waarop hij niet in actie kwam), het wereldkampioenschap voetbal 2006, het Europees kampioenschap voetbal 2008 en het wereldkampioenschap voetbal 2010. Op het toernooi in 2006 maakte hij de 2–0 in de groepswedstrijd tegen Togo. Hij miste in de achtste finale tegen Oekraïne een strafschop in de strafschoppenreeks. Mede daardoor werd Zwitserland voortijdig uitgeschakeld. Eerder werd Barnetta met een nationale jeugdselectie Europees kampioen onder 17 in 2002. In mei 2014 werd Barnetta door bondscoach Ottmar Hitzfeld opgenomen in de selectie voor het wereldkampioenschap voetbal 2014 in Brazilië. Toenmalig clubgenoten van Schalke Joël Matip (Kameroen), Klaas-Jan Huntelaar (Nederland), Atsuto Uchida (Japan), Sead Kolašinac (Bosnië en Herzegovina), Kevin-Prince Boateng (Ghana) en Julian Draxler (Duitsland) waren ook actief op het toernooi. Zelf kwam Barnetta gedurende het WK geen moment in actie.
| Interlands van Tranquillo Barnetta voor Zwitserland | Interlands van Tranquillo Barnetta voor Zwitserland | Interlands van Tranquillo Barnetta voor Zwitserland | Interlands van Tranquillo Barnetta voor Zwitserland | Interlands van Tranquillo Barnetta voor Zwitserland | Interlands van Tranquillo Barnetta voor Zwitserland | Interlands van Tranquillo Barnetta voor Zwitserland |
| №                                                   | Datum                                               | Wedstrijd                                           | Uitslag                                             | Soort wedstrijd                                     | Doelpunten                                          |                                                     |
| Als speler bij Hannover 96                          | Als speler bij Hannover 96                          | Als speler bij Hannover 96                          | Als speler bij Hannover 96                          | Als speler bij Hannover 96                          | Als speler bij Hannover 96                          | Als speler bij Hannover 96                          |
| --------------------------------------------------- | --------------------------------------------------- | --------------------------------------------------- | --------------------------------------------------- | --------------------------------------------------- | --------------------------------------------------- | --------------------------------------------------- |
| 1.                                                  | 8 september 2004                                    | Zwitserland – Ierland                               | 1 – 1                                               | Kwalificatie WK 2006                                | 0                                                   |                                                     |
| 2.                                                  | 9 oktober 2004                                      | Israël – Zwitserland                                | 2 – 2                                               | Kwalificatie WK 2006                                | 0                                                   |                                                     |
| 3.                                                  | 4 juni 2005                                         | Faeröer – Zwitserland                               | 1 – 3                                               | Kwalificatie WK 2006                                | 0                                                   |                                                     |
| Als speler bij Bayer 04 Leverkusen                  |                                                     |                                                     |                                                     |                                                     |                                                     |                                                     |
| 4.                                                  | 17 augustus 2005                                    | Noorwegen – Zwitserland                             | 0 – 2                                               | Vriendschappelijk                                   | 0                                                   |                                                     |
| 5.                                                  | 3 september 2005                                    | Zwitserland – Israël                                | 1 – 1                                               | Kwalificatie WK 2006                                | 0                                                   |                                                     |
| 6.                                                  | 7 september 2005                                    | Cyprus – Zwitserland                                | 1 – 3                                               | Kwalificatie WK 2006                                | 0                                                   |                                                     |
| 7.                                                  | 8 oktober 2005                                      | Zwitserland – Frankrijk                             | 1 – 1                                               | Kwalificatie WK 2006                                | 0                                                   |                                                     |
| 8.                                                  | 12 oktober 2005                                     | Ierland – Zwitserland                               | 0 – 0                                               | Kwalificatie WK 2006                                | 0                                                   |                                                     |
| 9.                                                  | 12 november 2005                                    | Zwitserland – Turkije                               | 2 – 0                                               | Kwalificatie WK 2006                                | 0                                                   |                                                     |
| 10.                                                 | 16 november 2005                                    | Turkije – Zwitserland                               | 4 – 2                                               | Kwalificatie WK 2006                                | 0                                                   |                                                     |
| 11.                                                 | 1 maart 2006                                        | Schotland – Zwitserland                             | 1 – 3                                               | Vriendschappelijk                                   | 1                                                   |                                                     |
| 12.                                                 | 27 mei 2006                                         | Zwitserland – Ivoorkust                             | 1 – 1                                               | Vriendschappelijk                                   | 1                                                   |                                                     |
| 13.                                                 | 31 mei 2006                                         | Zwitserland – Italië                                | 1 – 1                                               | Vriendschappelijk                                   | 0                                                   |                                                     |
| 14.                                                 | 13 juni 2006                                        | Frankrijk – Zwitserland                             | 0 – 0                                               | WK 2006                                             | 0                                                   |                                                     |
| 15.                                                 | 19 juni 2006                                        | Zwitserland – Togo                                  | 2 – 0                                               | WK 2006                                             | 1                                                   |                                                     |
| 16.                                                 | 23 juni 2006                                        | Zwitserland – Zuid-Korea                            | 2 – 0                                               | WK 2006                                             | 0                                                   |                                                     |
| 17.                                                 | 26 juni 2006                                        | Zwitserland – Oekraïne                              | 0 – 0                                               | WK 2006                                             | 0                                                   |                                                     |
| 18.                                                 | 16 augustus 2006                                    | Liechtenstein – Zwitserland                         | 0 – 3                                               | Vriendschappelijk                                   | 0                                                   |                                                     |
| 19.                                                 | 11 oktober 2006                                     | Oostenrijk – Zwitserland                            | 2 – 1                                               | Vriendschappelijk                                   | 0                                                   |                                                     |
| 20.                                                 | 15 november 2006                                    | Zwitserland – Brazilië                              | 1 – 2                                               | Vriendschappelijk                                   | 0                                                   |                                                     |
| 21.                                                 | 7 februari 2007                                     | Duitsland – Zwitserland                             | 3 – 1                                               | Vriendschappelijk                                   | 0                                                   |                                                     |
| 22.                                                 | 22 maart 2007                                       | Jamaica – Zwitserland                               | 0 – 2                                               | Vriendschappelijk                                   | 0                                                   |                                                     |
| 23.                                                 | 25 maart 2007                                       | Colombia – Zwitserland                              | 3 – 1                                               | Vriendschappelijk                                   | 0                                                   |                                                     |
| 24.                                                 | 2 juni 2007                                         | Zwitserland – Argentinië                            | 1 – 1                                               | Vriendschappelijk                                   | 0                                                   |                                                     |
| 25.                                                 | 22 augustus 2007                                    | Zwitserland – Nederland                             | 2 – 1                                               | Vriendschappelijk                                   | 2                                                   |                                                     |
| 26.                                                 | 7 september 2007                                    | Zwitserland – Chili                                 | 2 – 1                                               | Vriendschappelijk                                   | 1                                                   |                                                     |
| 27.                                                 | 11 september 2007                                   | Zwitserland – Japan                                 | 3 – 4                                               | Vriendschappelijk                                   | 0                                                   |                                                     |
| 28.                                                 | 13 oktober 2007                                     | Zwitserland – Oostenrijk                            | 3 – 1                                               | Vriendschappelijk                                   | 0                                                   |                                                     |
| 29.                                                 | 17 oktober 2007                                     | Zwitserland – Verenigde Staten                      | 0 – 1                                               | Vriendschappelijk                                   | 0                                                   |                                                     |
| 30.                                                 | 20 november 2007                                    | Zwitserland – Nigeria                               | 0 – 1                                               | Vriendschappelijk                                   | 0                                                   |                                                     |
| 31.                                                 | 6 februari 2008                                     | Engeland – Zwitserland                              | 2 – 1                                               | Vriendschappelijk                                   | 0                                                   |                                                     |
| 32.                                                 | 26 maart 2008                                       | Zwitserland – Duitsland                             | 0 – 4                                               | Vriendschappelijk                                   | 0                                                   |                                                     |
| 33.                                                 | 7 juni 2008                                         | Zwitserland – Tsjechië                              | 0 – 1                                               | EK 2008                                             | 0                                                   |                                                     |
| 34.                                                 | 11 juni 2008                                        | Zwitserland – Turkije                               | 1 – 2                                               | EK 2008                                             | 0                                                   |                                                     |
| 35.                                                 | 15 juni 2008                                        | Zwitserland – Portugal                              | 2 – 0                                               | EK 2008                                             | 0                                                   |                                                     |
| 36.                                                 | 6 september 2008                                    | Israël – Zwitserland                                | 2 – 2                                               | Kwalificatie WK 2010                                | 0                                                   |                                                     |
| 37.                                                 | 10 september 2008                                   | Zwitserland – Luxemburg                             | 1 – 2                                               | Kwalificatie WK 2010                                | 0                                                   |                                                     |
| 38.                                                 | 11 oktober 2008                                     | Zwitserland – Letland                               | 2 – 1                                               | Kwalificatie WK 2010                                | 0                                                   |                                                     |
| 39.                                                 | 15 oktober 2008                                     | Griekenland – Zwitserland                           | 1 – 2                                               | Kwalificatie WK 2010                                | 0                                                   |                                                     |
| 40.                                                 | 19 november 2008                                    | Zwitserland – Finland                               | 1 – 0                                               | Vriendschappelijk                                   | 0                                                   |                                                     |
| 41.                                                 | 11 februari 2009                                    | Zwitserland – Bulgarije                             | 1 – 1                                               | Vriendschappelijk                                   | 0                                                   |                                                     |
| 42.                                                 | 28 maart 2009                                       | Moldavië – Zwitserland                              | 0 – 2                                               | Kwalificatie WK 2010                                | 0                                                   |                                                     |
| 43.                                                 | 1 april 2009                                        | Zwitserland – Moldavië                              | 2 – 0                                               | Kwalificatie WK 2010                                | 0                                                   |                                                     |
| 44.                                                 | 12 augustus 2009                                    | Zwitserland – Italië                                | 0 – 0                                               | Vriendschappelijk                                   | 0                                                   |                                                     |
| 45.                                                 | 5 september 2009                                    | Zwitserland – Griekenland                           | 2 – 0                                               | Kwalificatie WK 2010                                | 0                                                   |                                                     |
| 46.                                                 | 9 september 2009                                    | Letland – Zwitserland                               | 2 – 2                                               | Kwalificatie WK 2010                                | 0                                                   |                                                     |
| 47.                                                 | 10 oktober 2009                                     | Luxemburg – Zwitserland                             | 0 – 3                                               | Kwalificatie WK 2010                                | 0                                                   |                                                     |
| 48.                                                 | 14 oktober 2009                                     | Zwitserland – Israël                                | 0 – 0                                               | Kwalificatie WK 2010                                | 0                                                   |                                                     |
| 49.                                                 | 14 november 2009                                    | Zwitserland – Noorwegen                             | 0 – 1                                               | Vriendschappelijk                                   | 0                                                   |                                                     |
| 50.                                                 | 3 maart 2010                                        | Zwitserland – Uruguay                               | 1 – 3                                               | Vriendschappelijk                                   | 0                                                   |                                                     |
| 51.                                                 | 1 juni 2010                                         | Zwitserland – Costa Rica                            | 0 – 1                                               | Vriendschappelijk                                   | 0                                                   |                                                     |
| 52.                                                 | 5 juni 2010                                         | Zwitserland – Italië                                | 1 – 1                                               | Vriendschappelijk                                   | 0                                                   |                                                     |
| 53.                                                 | 16 juni 2010                                        | Spanje – Zwitserland                                | 0 – 1                                               | WK 2010                                             | 0                                                   |                                                     |
| 54.                                                 | 21 juni 2010                                        | Chili – Zwitserland                                 | 1 – 0                                               | WK 2010                                             | 0                                                   |                                                     |
| 55.                                                 | 25 juni 2010                                        | Honduras – Zwitserland                              | 0 – 0                                               | WK 2010                                             | 0                                                   |                                                     |
| 56.                                                 | 8 oktober 2010                                      | Montenegro – Zwitserland                            | 1 – 0                                               | Kwalificatie EK 2012                                | 0                                                   |                                                     |
| 57.                                                 | 12 oktober 2010                                     | Zwitserland – Wales                                 | 4 – 1                                               | Kwalificatie EK 2012                                | 0                                                   |                                                     |
| 58.                                                 | 17 november 2010                                    | Zwitserland – Oekraïne                              | 2 – 2                                               | Vriendschappelijk                                   | 0                                                   |                                                     |
| 59.                                                 | 4 juni 2011                                         | Engeland – Zwitserland                              | 2 – 2                                               | Kwalificatie EK 2012                                | 2                                                   |                                                     |
| 60.                                                 | 26 mei 2012                                         | Zwitserland – Duitsland                             | 5 – 3                                               | Vriendschappelijk                                   | 0                                                   |                                                     |
| 61.                                                 | 30 mei 2012                                         | Zwitserland – Roemenië                              | 0 – 1                                               | Vriendschappelijk                                   | 0                                                   |                                                     |
| Als speler bij FC Schalke 04                        |                                                     |                                                     |                                                     |                                                     |                                                     |                                                     |
| 62.                                                 | 15 augustus 2012                                    | Kroatië – Zwitserland                               | 2 – 4                                               | Vriendschappelijk                                   | 1                                                   |                                                     |
| 63.                                                 | 7 september 2012                                    | Slovenië – Zwitserland                              | 0 – 2                                               | Kwalificatie WK 2014                                | 0                                                   |                                                     |
| 64.                                                 | 12 oktober 2012                                     | Zwitserland – Noorwegen                             | 1 – 1                                               | Kwalificatie WK 2014                                | 0                                                   |                                                     |
| 65.                                                 | 16 oktober 2012                                     | IJsland – Zwitserland                               | 0 – 2                                               | Kwalificatie WK 2014                                | 1                                                   |                                                     |
| 66.                                                 | 14 november 2012                                    | Tunesië – Zwitserland                               | 1 – 2                                               | Vriendschappelijk                                   | 0                                                   |                                                     |
| 67.                                                 | 6 februari 2013                                     | Griekenland – Zwitserland                           | 0 – 0                                               | Vriendschappelijk                                   | 0                                                   |                                                     |
| 68.                                                 | 8 juni 2013                                         | Zwitserland – Cyprus                                | 1 – 0                                               | Kwalificatie WK 2014                                | 0                                                   |                                                     |
| 69.                                                 | 14 augustus 2013                                    | Zwitserland – Brazilië                              | 1 – 0                                               | Vriendschappelijk                                   | 0                                                   |                                                     |
| Als speler bij Eintracht Frankfurt                  |                                                     |                                                     |                                                     |                                                     |                                                     |                                                     |
| 70.                                                 | 6 september 2013                                    | Zwitserland – IJsland                               | 4 – 4                                               | Kwalificatie WK 2014                                | 0                                                   |                                                     |
| 71.                                                 | 15 oktober 2013                                     | Zwitserland – Slovenië                              | 1 – 0                                               | Kwalificatie WK 2014                                | 0                                                   |                                                     |
| 72.                                                 | 15 november 2013                                    | Zuid-Korea – Zwitserland                            | 2 – 1                                               | Vriendschappelijk                                   | 0                                                   |                                                     |
| 73.                                                 | 5 maart 2014                                        | Zwitserland – Kroatië                               | 2 – 2                                               | Vriendschappelijk                                   | 0                                                   |                                                     |
| 74.                                                 | 3 juni 2014                                         | Zwitserland – Peru                                  | 2 – 0                                               | Vriendschappelijk                                   | 0                                                   |                                                     |
| Als speler bij FC Schalke 04                        |                                                     |                                                     |                                                     |                                                     |                                                     |                                                     |
| 75.                                                 | 14 oktober 2014                                     | San Marino – Zwitserland                            | 0 – 4                                               | Kwalificatie EK 2016                                | 0                                                   |                                                     |

Bijgewerkt op 18 juli 2015.

## Statistieken
| Seizoen | Club                  | Competitie              | Wedstrijden | Doelpunten |
| ------- | --------------------- | ----------------------- | ----------- | ---------- |
| 2002/03 | FC St. Gallen         | Axpo Super League       | 30          | 5          |
| 2003/04 | FC St. Gallen         | Axpo Super League       | 30          | 7          |
| 2004/05 | Bayer 04 Leverkusen   | Bundesliga              | 0           | 0          |
| 2004/05 | → Hannover 96         | Bundesliga              | 7           | 2          |
| 2005/06 | Bayer 04 Leverkusen   | Bundesliga              | 31          | 6          |
| 2006/07 | Bayer 04 Leverkusen   | Bundesliga              | 30          | 1          |
| 2007/08 | Bayer 04 Leverkusen   | Bundesliga              | 32          | 6          |
| 2008/09 | Bayer 04 Leverkusen   | Bundesliga              | 31          | 4          |
| 2009/10 | Bayer 04 Leverkusen   | Bundesliga              | 32          | 4          |
| 2010/11 | Bayer 04 Leverkusen   | Bundesliga              | 24          | 2          |
| 2011/12 | Bayer 04 Leverkusen   | Bundesliga              | 7           | 0          |
| 2012/13 | Schalke 04            | Bundesliga              | 21          | 0          |
| 2013/14 | Schalke 04            | Bundesliga              | 1           | 0          |
| 2013/14 | → Eintracht Frankfurt | Bundesliga              | 22          | 1          |
| 2014/15 | Schalke 04            | Bundesliga              | 22          | 3          |
| 2015    | Philadelphia Union    | MLS                     | 11          | 1          |
| 2016    | Philadelphia Union    | MLS                     | 30          | 5          |
| 2017    | FC St. Gallen         | Raiffeisen Super League | 16          | 1          |
| 2017/18 | FC St. Gallen         | Raiffeisen Super League | 19          | 1          |
| 2018/19 | FC St. Gallen         | Raiffeisen Super League | 25          | 9          |
| Totaal  | Totaal                | Totaal                  | 421         | 58         |